# 公孫貴賓
公孙贵宾（？—541年），东魏梁州人。
东魏孝静帝元善见兴和三年（541年）三月，公孙贵宾在梁州聚众起兵反魏，自称为天王，阳夏镇将讨伐擒获了公孙贵宾。